# Marco Olea
Marco Andrés Olea Hueche (Temuco, Región de la Araucanía, Chile; 24 de marzo de 1979) es un exfutbolista y entrenador chileno. Jugaba de delantero y destacó en varios clubes nacionales, sobre todo en Universidad de Chile, donde además fue Campeón.También conserva el ser el Goleador Histórico del Futbol Formativo de Universidad de Chile con 54 Goles en un Campeonato , destronando a Marcelo Salas por 2 tantos.
Celebraba sus goles sacando de su pantalón una corbata con el color de su equipo, la cual se ponía en el cuello. Por dicha acción, fue nombrado con el apodo de "El Caballero del Gol".

## Trayectoria
Comenzó en las inferiores de Universidad de Chile, club en el cual sólo alcanzó a jugar un partido oficial en el torneo de Clausura de 1997. En 1998 fue dejado libre y fichado por Audax Italiano. El cuadro itálico lo envió a préstamo el año siguiente, junto a Mauricio Cataldo, a Provincial Osorno, club en el que realizan una gran campaña, al ascender a Primera División, siendo Olea goleador de la Primera B 1999, tras lo cual regresa al cuadro itálico, jugando con un poco más de regularidad.
Tras ese paso por el cuadro verde, fichó en Universidad de Chile, alternando en la titularidad, ante la presencia de figuras como Diego Rivarola y Sergio Gioino, donde a pesar de no ser titular siempre logró el título del Apertura 2004, en Calama contra Cobreloa. Luego del arribo de Marcelo Salas y Juan Manuel Olivera en 2005, se le puso más difícil jugar, por lo que perdió espacio y rescindió su contrato con la "U". En el año 2006 llegó a O'Higgins de Rancagua por un año, realizando una buena campaña, llegando a semifinales del Clausura de ese año con Jorge Garcés como D.T.
Posteriormente tuvo irregulares pasos por Everton, Cobresal y Lobos BUAP de México.
Fue contratado por Palestino en julio de 2009. Allí formó parte del plantel que salvó al club del descenso, tras vencer por penales a San Marcos de Arica, en la Liguilla de Promoción. Fichó en 2010 por Municipal Iquique, club con el cual fue campeón de la Primera B y de la Copa Chile de ese año, y en el 2011 jugó por Deportes Copiapó.
En 2012 regresó a Provincial Osorno que disputaba la Segunda División Profesional, pero solo permaneció el primer semestre, al firmar en Deportes Puerto Montt, hasta su retiro profesional en febrero de 2013.

## Televisión
Tras su retiro, Olea participó como concursante en la primera temporada reality show MasterChef Chile de Canal 13, siendo eliminado en el capítulo 16 (emitido el 21 de diciembre de 2014) tras una fallida preparación de cupcakes. En su estadía en el programa destacó en el capítulo 15 por realizar un pulmay, siendo ganador de la caja misteriosa de esa jornada.

## Clubes

### Como entrenador
| Club                      | País  | Año       |
| ------------------------- | ----- | --------- |
| Cultural Maipú            | Chile | 2020      |
| Santiago Morning Femenino | Chile | 2021      |
| Cultural Maipú            | Chile | 2022-Act. |

## Estadísticas

### Clubes
| Club                              | Div.          | Temporada     | Liga  | Liga  | Liga   | Copas nacionales | Copas nacionales | Copas nacionales | Torneos internacionales | Torneos internacionales | Torneos internacionales | Total | Total | Total  | Media goleadora |
| Club                              | Div.          | Temporada     | Part. | Goles | Asist. | Part.            | Goles            | Asist.           | Part.                   | Goles                   | Asist.                  | Part. | Goles | Asist. | Media goleadora |
| --------------------------------- | ------------- | ------------- | ----- | ----- | ------ | ---------------- | ---------------- | ---------------- | ----------------------- | ----------------------- | ----------------------- | ----- | ----- | ------ | --------------- |
| Audax Italiano · Chile            | 1.ª           | 1998          | 5     | 0     | 0      | —                | —                | —                | —                       | —                       | —                       | 5     | 0     | 0      | 0,00            |
| Audax Italiano · Chile            | 1.ª           | 2000          | 25    | 10    | 5      | 6                | 3                | 1                | —                       | —                       | —                       | 31    | 13    | 6      | 0,42            |
| Audax Italiano · Chile            | 1.ª           | 2001          | 28    | 6     | 6      | —                | —                | —                | —                       | —                       | —                       | 28    | 6     | 6      | 0,21            |
| Audax Italiano · Chile            | 1.ª           | 2002          | 21    | 4     | 2      | —                | —                | —                | —                       | —                       | —                       | 21    | 4     | 2      | 0,19            |
| Audax Italiano · Chile            | Total club    | Total club    | 79    | 20    | 13     | 6                | 3                | 1                | 0                       | 0                       | 0                       | 85    | 23    | 14     | 0,27            |
| Provincial Osorno · Chile         | 2.ª           | 1999          | 30    | 22    | 5      | 2                | 3                | 1                | —                       | —                       | —                       | 32    | 25    | 6      | 0,78            |
| Provincial Osorno · Chile         | 3.ª           | 2012          | 14    | 7     | 3      | 2                | 2                | 0                | —                       | —                       | —                       | 16    | 9     | 3      | 0,56            |
| Provincial Osorno · Chile         | Total club    | Total club    | 44    | 29    | 8      | 4                | 5                | 1                | 0                       | 0                       | 0                       | 48    | 34    | 9      | 0,71            |
| Universidad de Concepción · Chile | 1.ª           | 2003          | 36    | 16    | 8      | 1                | 0                | 0                | —                       | —                       | —                       | 37    | 16    | 8      | 0,43            |
| Universidad de Concepción · Chile | Total club    | Total club    | 36    | 16    | 8      | 1                | 0                | 0                | 0                       | 0                       | 0                       | 37    | 16    | 8      | 0,43            |
| Universidad de Chile · Chile      | 1.ª           | 2004          | 41    | 15    | 5      | 1                | 0                | 0                | —                       | —                       | —                       | 42    | 15    | 5      | 0,36            |
| Universidad de Chile · Chile      | 1.ª           | 2005          | 37    | 12    | 4      | —                | —                | —                | 7                       | 1                       | 0                       | 44    | 13    | 4      | 0,33            |
| Universidad de Chile · Chile      | Total club    | Total club    | 78    | 27    | 9      | 1                | 0                | 0                | 7                       | 1                       | 0                       | 86    | 28    | 9      | 0,33            |
| O'Higgins · Chile                 | 1.ª           | 2006          | 39    | 11    | 5      | —                | —                | —                | —                       | —                       | —                       | 39    | 11    | 5      | 0,28            |
| O'Higgins · Chile                 | Total club    | Total club    | 39    | 11    | 5      | 0                | 0                | 0                | 0                       | 0                       | 0                       | 39    | 11    | 5      | 0,28            |
| Everton · Chile                   | 1.ª           | 2007          | 40    | 6     | 4      | —                | —                | —                | —                       | —                       | —                       | 40    | 6     | 4      | 0,15            |
| Everton · Chile                   | Total club    | Total club    | 40    | 6     | 4      | 0                | 0                | 0                | 0                       | 0                       | 0                       | 40    | 6     | 4      | 0,15            |
| Cobresal · Chile                  | 1.ª           | 2008          | 36    | 16    | 6      | 2                | 1                | 0                | —                       | —                       | —                       | 38    | 17    | 6      | 0,45            |
| Cobresal · Chile                  | Total club    | Total club    | 36    | 16    | 6      | 2                | 1                | 0                | 0                       | 0                       | 0                       | 38    | 16    | 6      | 0,45            |
| Lobos BUAP · México               | 2.ª           | 2009          | 16    | 2     | 2      | —                | —                | —                | —                       | —                       | —                       | 16    | 2     | 2      | 0,13            |
| Lobos BUAP · México               | Total club    | Total club    | 16    | 2     | 2      | 0                | 0                | 0                | 0                       | 0                       | 0                       | 16    | 2     | 2      | 0,13            |
| Palestino · Chile                 | 1.ª           | 2009          | 15    | 3     | 1      | 1                | 0                | 0                | —                       | —                       | —                       | 16    | 3     | 1      | 0,19            |
| Palestino · Chile                 | Total club    | Total club    | 15    | 3     | 1      | 1                | 0                | 0                | 0                       | 0                       | 0                       | 16    | 3     | 1      | 0,19            |
| Deportes Iquique · Chile          | 2.ª           | 2010          | 24    | 3     | 6      | 3                | 0                | 1                | —                       | —                       | —                       | 27    | 3     | 7      | 0,11            |
| Deportes Iquique · Chile          | Total club    | Total club    | 24    | 3     | 6      | 3                | 0                | 1                | 0                       | 0                       | 0                       | 27    | 3     | 7      | 0,11            |
| Deportes Copiapó · Chile          | 2.ª           | 2011          | 25    | 0     | 1      | 5                | 2                | 1                | —                       | —                       | —                       | 30    | 2     | 2      | 0,07            |
| Deportes Copiapó · Chile          | Total club    | Total club    | 25    | 0     | 1      | 5                | 2                | 1                | 0                       | 0                       | 0                       | 30    | 2     | 2      | 0,07            |
| Deportes Puerto Montt · Chile     | 2.ª           | 2012          | 12    | 1     | 1      | —                | —                | —                | —                       | —                       | —                       | 12    | 1     | 1      | 0,08            |
| Deportes Puerto Montt · Chile     | 3.ª           | 2013          | 1     | 0     | 0      | —                | —                | —                | —                       | —                       | —                       | 1     | 0     | 0      | 0,00            |
| Deportes Puerto Montt · Chile     | Total club    | Total club    | 13    | 1     | 1      | 0                | 0                | 0                | 0                       | 0                       | 0                       | 13    | 1     | 1      | 0,08            |
| Total carrera                     | Total carrera | Total carrera | 445   | 134   | 64     | 23               | 11               | 4                | 7                       | 1                       | 0                       | 475   | 146   | 68     | 0,31            |
| 1. 2. 3.                          |               |               |       |       |        |                  |                  |                  |                         |                         |                         |       |       |        |                 |

### Resumen estadístico
| Competición           | Partidos | Goles | Promedio | Asistencias | Promedio | Goles y asistencias | Promedio |
| --------------------- | -------- | ----- | -------- | ----------- | -------- | ------------------- | -------- |
| Primera División      | 323      | 99    | 0,31     | 46          | 0,14     | 145                 | 0,45     |
| Segunda División      | 107      | 28    | 0,26     | 15          | 0,14     | 43                  | 0,40     |
| Tercera División      | 15       | 7     | 0,47     | 3           | 0,20     | 10                  | 0,67     |
| Copas nacionales      | 23       | 11    | 0,48     | 4           | 0,17     | 15                  | 0,65     |
| Copas internacionales | 7        | 1     | 0,14     | 0           | 0,00     | 1                   | 0,14     |
| Total                 | 475      | 146   | 0,31     | 68          | 0,14     | 214                 | 0,45     |

### Tripletes
| 1 | 1 de noviembre de 2000 | Municipal de La Florida, La Florida | Audax Italiano - Coquimbo Unido |  | 4 - 0 | Primera División de Chile 2000 |
| 2 | 27 de enero de 2008    | El Cobre, El Salvador               | Cobresal - Everton              |  | 4 - 0 | Apertura 2008                  |

## Palmarés

### Campeonatos nacionales
| Título           | Club                 | País  | Año    |
| ---------------- | -------------------- | ----- | ------ |
| Primera División | Universidad de Chile | Chile | 2004-A |
| Primera B        | Deportes Iquique     | Chile | 2010   |
| Copa Chile       | Deportes Iquique     | Chile | 2010   |

### Distinciones individuales
| Distinción                                 | Año  |
| ------------------------------------------ | ---- |
| Máximo Goleador de la Primera B (22 goles) | 1999 |